# Parchovany
Parchovany (Hongaars: Parnó) is een Slowaakse gemeente in de regio Košice, en maakt deel uit van het district Trebišov.
Parchovany telt 1.941 inwoners.